# Moganga

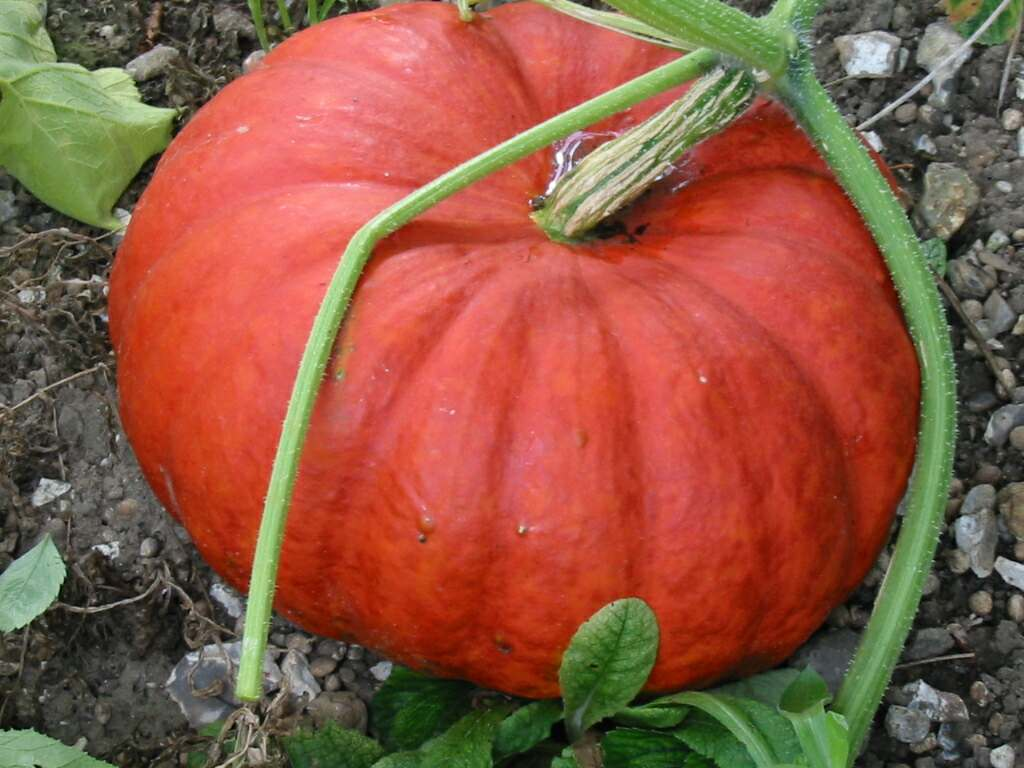
Uma moganga da espécie Cucurbita maxima.

Moganga (na Madeira), mogango ou bugango (nos Açores, Canárias e regiões do Brasil de imigração açoriana) e moranga (no Brasil), são nomes vulgares, possivelmente com origem na língua quicongo, dados a algumas variedades de abóbora das espécies Cucurbita maxima, também conhecida na Madeira por abóbora amarela, e Cucurbita ficifolia, esta de polpa branca, conhecida noutras regiões por chila ou gila.

## Descrição
Estas variedades de abóbora são muito apreciadas na Macaronésia e no Recôncavo Baiano. Nesta última região é comida em antigas comunidades quilombolas e em ritos de candomblé, recheada com carnes, peixes e mariscos.
As plantas são de hábito rasteiro e crescimento indeterminado, com ciclo vegetativo de 80 a 90 dias. Os frutos são de cor verde-escuro antes de amadurecer, com estrias de amarelo vivo a bege. A forma do fruto é globular, relativamente alargada, e em geral com gomos bem vincados que lhe conferem uma forma canelada, com um peso entre 2 e 3 kg. O fruto é aproveitado para diversos fins culinários e como alimento para animais.

## Produção no Brasil
Em 2017, foram comercializadas 33.176 toneladas de abóbora na CEAGESP, sendo 56,6% de abóbora japonesa, 24% de abóbora moranga, 12% de abóbora seca, 6,75% de abóbora paulistinha e 0,4% de abóbora d’água. No entreposto da capital paulista, a abóbora é o 28º produto mais comercializado, tendo como principais estados produtores: São Paulo (53,6%), Paraná (26%) e Minas Gerais (12,7%).